# Rudolf Klein-Rogge
Pour les articles homonymes, voir Rogge.
Friedrich Rudolf Klein-Rogge, né le 24 novembre 1885 à Cologne et mort le 29 mai 1955 à Graz, est un acteur allemand connu pour ses rôles de personnages sinistres dans les années 1920 et 1930. 

## Biographie
Fils d'un officier prussien, il se forme au théâtre avant de passer au cinéma au temps du muet.
Acteur fétiche de Fritz Lang, il devient célèbre en interprétant des rôles de manipulateurs machiavéliques comme celui du docteur et génie criminel Mabuse en 1922 et 1933, ou celui du scientifique fou Rotwang dans Metropolis en 1927.
Il poursuit sa carrière d'acteur sous le Troisième Reich et sombre peu à peu dans l'oubli jusqu'à sa mort en Autriche en 1955.
Marié plusieurs fois, il l'a notamment été avec la scénariste Thea von Harbou de 1914 à 1920. Elle le quitte pour épouser Fritz Lang en 1922.

## Filmographie sélective
- 1920 : Das wandernde Bild de Fritz Lang :  Wil Brand
- 1921 : Cœurs en lutte (Kampfende Herzen) de Fritz Lang : Hehler Upton
- 1921 : Les Trois Lumières (Der müde Tod) de Fritz Lang : le derviche / Girolamo
- 1922 : Docteur Mabuse le joueur (Dr. Mabuse, der Spieler) de Fritz Lang : le docteur Mabuse
- 1924 : Les Nibelungen (Die Nibelungen, Teil 2: Kriemhilds Rache) de Fritz Lang : le roi Attila
- 1927 : La Traite des Blanches (Mädchenhandel ) de Jaap Speyer : rôles multiples
- 1927 : Casanova d'Alexandre Volkoff : le tsar Pierre III
- 1927 : Metropolis de Fritz Lang : Rotwang, l'inventeur
- 1928 : Les Espions (Spione) de Fritz Lang : Haghi
- 1928 : Voleurs de jeunesse (Mädchenschicksale) de Richard Löwenbein : Lormant
- 1929 : La Maison des hommes vivants de Marcel Dumont et Gaston Roudès
- 1930 : Tarakanova de Raymond Bernard : le comte Chouvalof
- 1933 : Le Testament du docteur Mabuse (Das Testament des Dr. Mabuse) de Fritz Lang : le docteur Mabuse
- 1937 : Madame Bovary de Gerhard Lamprecht : le professeur Canivet
- 1940 : Marie Stuart (Das Herz der Königin) de Carl Froelich : le général Ruthven